# Jorge Barral
Jorge Flaco Barral (Montevideo, 23 de diciembre de 1945) es un músico uruguayo radicado en España desde 1973.

## Biografía
En Uruguay, fue parte de la banda Opus Alfa e integró Días de Blues. Ejecuta diversos instrumentos, como lo son: la guitarra acústica, el bajo, la mandolina, el banjo tenor, el buzuki y el chaturangui (instrumento indio). Ha incursionado principalmente en el blues, el folk, el rock y en la música de la India.